# 菊石亞目
菊石亞目（學名：Ammonitina），又名真菊石亞目，是菊石目下的一個亞目。牠們是極好的指準化石，經常用作鑑定地層的地質年代。

## 分類
菊石亚目分为10个超科：
- 刺菊石超科 Acanthocerataceae ，白垩纪
- 带菊石超科 Desmocerataceae ，白垩纪
- 区域菊石超科 Endemocerataceae ，白垩纪
- 始颈菊石超科 Eoderocerataceae ，侏罗纪
- 单菊石超科 Haplocerataceae ，侏罗纪-白垩纪
- 马蹄菊石超科 Hildocerataceae ，侏罗纪
- 盔菊石超科 Hoplitaceae ，白垩纪
- 旋菊石超科 Perisphinctoidea ，侏罗纪-白垩纪
- 裸菊石超科 Psilocerataceae ，侏罗纪
- 冠菊石超科 Stephanocerataceae ，侏罗纪